# Charles Kuen Kao
Charles Kuen Kao 高锟 (4. listopadu 1933 Šanghaj – 23. září 2018) byl původem čínský fyzik (měl čínské, americké a britské občanství) je považován za průkopníka využití optických vláken v telekomunikacích.
V roce 2009 byl oceněn Nobelovou cenou za fyziku za průlomové úspěchy v oblasti přenosu světla ve vláknech pro optickou komunikaci.

## Životopis
Charles Kao se narodil 4. listopadu 1933 v Šanghaji. V roce 1957 absolvoval na Woolwich Polytechnic (University of Greenwich), a poté pracoval jako inženýr pro společnost Standard Telephones and Cables (STC) a jejich výzkumné centrum Standard Telecommunications Laboratoriem (STL) v anglickém Harlow. Doktorát (Ph.D.) v oblasti elektrotechnického inženýrství získal na Imperial College v Londýně v roce 1965 a začal svůj výzkum v oblasti optických vlastností skleněných vláken. Poté pracoval spolu s Georgem Hockmanem na tom, aby bylo možné využít optické vlákno v oblasti telekomunikací.
Po odchodu z laboratoře STL pracoval jako ředitel výzkumu společnosti ITT (International Telephone & Telegraph). V letech 1987-1996 byl prorektorem (vice chancellor) Čínské univerzity v Hongkongu a výkonným ředitelem společnosti Transtech Services. V roce 1996 odešel do důchodu. V roce 2009 byl předsedou a výkonným ředitelem společnosti ITX Services.
V roce 2009 získal Nobelovu cenu. Spolu s ním byli odměněni Willard Boyle a George E. Smith.

## Objev
Společně s George Hockhamem publikovali v roce 1966 přelomovou studii v níž prokázali, že je možné využít optické vlákno v oblasti telekomunikací. Ukázali, že problémy, se kterými se tehdy optická vlákna potýkala, nebyly způsobeny jejich vnitřními vlastnostmi (nikoliv technologií samotnou), ale že je způsobovaly nečistoty ve skle.
Jejich přínos byl v tom, že přišli na to, jakou úlohu mají nečistoty ve vláknu, konkrétně ionty kovů, které elektromagnetický signál silně rozptylují. Odhadli, že bez těchto příměsí by se v čistém vlákně měl útlum snížit na pouhý 1 dB/km. Z materiálů, které testovali, se jako nejslibnější jevil čistý křemík. V roce 1965 optická vlákna o maximální délce 20 metrů uměla na druhý konec převést jen jedno jediné procento světla, kterým byly nasvíceny. V roce 2009 bylo přitom možné do cíle dostat průměrně 95 procent světla na vzdálenosti v řádu kilometrů.

## Význam
Kao svým výzkumem otevřel novou cestu pro spolehlivý přenos dat na velké vzdálenosti.
Nobelův výbor jeho volbu v roce 2009 zdůvodnil obrovským dopadem, který Kaova práce měla a má na dnešní informační svět. V oznámení o udělení ceny se uvádí: "Dnes více než miliarda kilometrů optických vláken po celém světě vytváří páteř moderních globálních telekomunikací,", "Text, hudba, obrázky a videa mohou být šířeny po zeměkouli ve zlomku sekundy,".
Jeho výzkum je jedním ze základů moderních komunikačních sítí, včetně vysokorychlostního internetu.

## Vybrané publikace
- Kao, K.C., Hockham, G.A., Dielectric-fibre Surface Waveguides for Optical Frequencies, Proc. I.E.E. Vol. 113, No. 7, July 1966, pp. 1151-1158. Awarded Electronic Division Premium.
- Kao, K.C., Davies, T.W., Spectrophotometric Studies of Ultra Low Loss Optical Glasses - I: Single Beam Method, Journal of Scientific Instruments (Journal of Physics E) 1968, Series 2, Vol. 1, pp. 1063-1068.
- Kao, C.K., 1012 bit/s Optoelectronics Technology, IEE Proceedings, Vol. 133, Pt.J, No 3, June 1986. pp. 230-236.